# Indigokarmín
Indigokarmín je modré barvivo. Používá se jako acidobazický indikátor: jeho 0,2% vodný roztok je modrý při pH 11,4 a žlutý při 13,0. Jako potravinářská přísada má označení E132. V tuhém skupenství má formu modrého prášku. Je zajímavý svou dvoustupňovou oxidací.